# Trithemis osvaldae
Trithemis osvaldae är en trollsländeart som beskrevs av D'andrea och Carfî 1997. Trithemis osvaldae ingår i släktet Trithemis och familjen segeltrollsländor. Inga underarter finns listade i Catalogue of Life.